# Korps Mobiele Colonnes

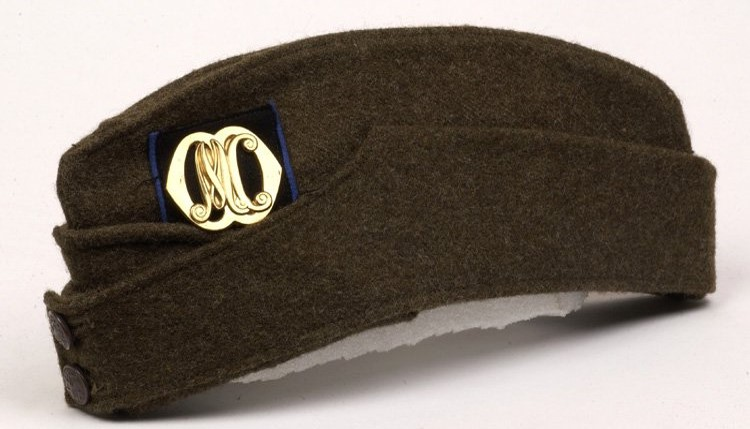
Veldmuts Korps Mobiele Colonnes (in gebruik tot 1969)

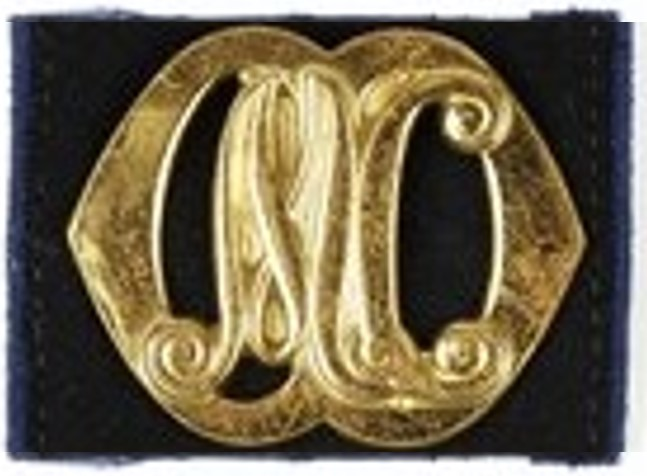
Embleem (veldmuts) Korps Mobiele Colonnes

Het Korps Mobiele Colonnes (KMC) was een onderdeel van de Nederlandse krijgsmacht dat van 1955 tot eind 1992 heeft bestaan en gericht was op rampenbestrijding, met name in tijden van oorlog.
Het KMC had aanvankelijk tot doel om de burgerlijke organisatie Bescherming Bevolking (BB) bij te staan mochten zich er grootschalige calamiteiten voordoen. De BB zou in dergelijke situaties namelijk mogelijk niet over voldoende mankracht beschikken. Bij mobilisatie zou het een sterkte van 22 duizend man hebben. Tot mobilisatie zou het komen op verzoek van de BB.
Aanvankelijk was het KMC, dat onder verantwoordelijkheid van de minister van Oorlog per koninklijk besluit van 14 november 1955 was ingesteld, een van de vier onderdelen van de Nederlandse krijgsmacht (naast de Koninklijke Landmacht, de Koninklijke Marine en de Koninklijke Luchtmacht), en stond het onder commando van een generaal-majoor (Ministerie van Defensie; vanaf 1959 de opvolger van het ministerie van Oorlog) en een Algemeen Inspecteur (Ministerie van Binnenlandse Zaken, BiZa). In 1963 werd het korps onderdeel van de Landmacht. Het ministerie van BiZa bleef echter een belangrijke rol spelen in de aansturing van het korps, dat ook slechts minimaal bewapend was. Voorloper van het KMC was de burgerlijke organisatie Rijks Mobiele Colonnes (RMC), dat echter maar een kort leven was beschoren, omdat zich er zeer weinig vrijwilligers voor meldden.
Het KMC was, na een opbouwperiode van enkele maanden te Schaarsbergen, gelegerd op de legerplaats Crailo en bestond uit twaalf colonnes. Het was belast met redding, geneeskundige hulpverlening, gewondentransport, nooddrinkwaterleidingvoorziening en waterzuivering. Kenmerkend in de beginjaren waren de verschillende types brandweervoertuigen van het merk Magirus-Deutz die het korps in gebruik had.
Dienstplichtigen die alleen bezwaar hadden tegen gewapend dienstdoen konden geplaatst worden bij ongewapende troepen zoals het Korps Mobiele Colonnes (waar alleen voor wachtlopen enkele vuurwapens voorhanden waren).
Gewijzigde inzichten wat betreft de rol van civiele verdediging bij calamiteiten, als gevolg van onder meer het einde van de Koude Oorlog, de sterk gewijzigde internationale verhoudingen en de vermindering van de kans op conflicten, brachten begin jaren 90 van de 20e eeuw met zich mee dat de behoefte aan een onderdeel als het KMC niet langer gevoeld werd. Ook was de Bescherming Bevolking al in de jaren 80 opgeheven. Het rijk besloot het korps daarom per 1 januari 1993 op te heffen. De continuïteit van optreden bij calamiteiten moest vanaf toen zijn gewaarborgd door de relevante onderdelen van Defensie. Onder meer werd een militair bureau rampenbestrijding opgericht. 